# Victoria Road (Dagenham)
Victoria Road , actualmente conocido como London Borough of Barking & Dagenham Stadium (Estadio del Municipio londinense de Barking & Dagenham), por razones de patrocinio, es un estadio de fútbol ubicado en Dagenham, Londres, Inglaterra y es la casa del Dagenham & Redbridge FC. Cuenta con una capacidad de 6078 espectadores.

## Inicios
El Victoria Road ha sido un campo de fútbol desde 1917, utilizado por la Sterling Works, cuya fábrica estaba situada junto a ella. No estaba completamente cerrado hasta el verano de 1955, cuando el Briggs Sports se mudó a Rush Green Road, y Dagenham FC se trasladó de estadio. Durante ese verano se niveló y re-sembró el terreno de juego, quitando las piedras de la superficie de juego, ampliaron los asientos y se construyeron terrazas. La única cubierta era un pequeño soporte de madera, que era empinada y estrecha y tenía unas cuantas filas de asientos en el lado más alejado del terreno. 

### Tribunas
La tribuna principal se construyó en el otoño de 1955 y fue inaugurado el 7 de enero de 1956 por JW Bowers quien era el presidente de la Asociación de Fútbol del Condado de Essex. Allí se jugó un partido inaugural y se confirmó que la nueva tribuna tendría un espacio para 800 personas. Durante el verano de 1956 bloques en el lado del estadio y también se construyeron los baños de hombres situados al final del Victoria Road. En el verano de 1958 la cubierta sobre el lado lejano fue erigido a un costo de £ 1,400 (Una suma considerables en ese entonces). El primer partido con reflectores en Victoria Road fue entre el Dagenham v Woodford en la FA Cup Juvenil el 26 de septiembre de 1957, y el primer partido de alto nivel fue un amistoso contra Rainham Town FC el 19 de marzo de 1958. El récord de asistencia se estableció en 1967 con la visita del Reading FC en la FA Cup cuando 7200 espectadores se hacinaron en el estadio.

### Mejoras en el Estadio
Aunque se lo mantuvo regularmente, cambió muy poco hasta la llegada del Redbridge Forest en 1990 a participar en el estadio. Pagaron un nuevo soporte que se erigió en la esquina del estadio para aumentar la capacidad de asientos y sustituyó a la banca de maderas con terrazas de hormigón. Estas mejoras llevaron al estadio hasta el nivel requerido por la Confeerence Premier. 
En 1992 Redbridge Forest y Dagenham se fusionaron y las mejoras del estadio continuaron hasta el día de hoy. En 1995 se sustituyó a la pared perimetral (que se estaba desmoronando) por una nueva de ladrillos. Dos años más tarde se reconstruyó el pabellón de sanitarios al en el extremo del Victoria Road.
El soporte de madera estaba cediendo debido a su edad y por lo tanto el club trajo a Bill O'Neil desde Atcost para diseñar y construir un nuevo soporte incorporado. El nuevo es de 800 plazas, lo que eleva el número de asientos a más de mil, y se utilizó por primera vez para la final de la Essex Senior Cup contra Canvey Island el 4 de agosto de 2001, doce semanas después el antiguo lado fue utilizada por última vez. Durante el verano 2001 nuevos bloques de torniquete se construyeron y los ocho focos fueron sustituidos por otros cuatro en cada esquinas.
En octubre de 2001, los fabricantes de cerveza Bass acordaron un patrocinio £ 150,000 de la nueva tribuna, ahora llamando a la tribuna Carling.
Esto proporcionó los fondos para que las mejoras continúen y se instalaron una serie de barreras por aplastamiento en el año 2002, lo que ayudó a aliviar el flujo de espectadores alrededor del estadio junto con una nueva pasarela detrás de la terraza cubierta. Mientras que el Dagenham & Redbridge tenía récord de asistencia de 5949, frente a Ipswich Town en enero de 2002, debido a que las mejoras han permitido al estadio cumplir con la liga de fútbol del estado e incremento la capacidad que ahora es 6.078. 
En julio de 2007 un nuevo acuerdo de patrocinio se creó con el Consejo de la ciudad de Barking y Dagenham de Londres, cambiando el nombre del estadio a Estadio del Municipio londinense de Barking & Dagenham.
La empresa Builders & Contractors Ltd construyó un nuevo soporte en el extremo oeste de la planta (fin Pondfield Road). Fue construido durante la pretemporada de 2009; tiene una capacidad de 1.240 y están todos sentados. El acceso al estadio es a través de las puertas en el extremo más alejado del Victoria Road. El soporte nuevo tiene instalaciones para discapacitados, y también incorpora un bar, snack bar, y la nueva oficina del club y vestuarios. Los jugadores ahora emergen en el terreno de juego a través de un túnel en el soporte (izquierdo) en lugar del antiguo túnel en el centro de la Tribuna Carling.
Los focos fueron reemplazados en el verano de 2012 con lo que el Estadio del Municipio Londinense de Barking & Dagenham está adaptado plenamente a los nuevos reglamentos de la Liga de Fútbol con respecto a la iluminación con focos.

## Eventos
El estadio se ha utilizado para albergar algunos partidos importantes, como partidos internacionales de las Selecciones Femeninas entre Inglaterra y Suecia, una semifinal de la FA Cup Femenina, partidos internacionales de las selecciones juveniles de la UEFA que enfrentaron a Inglaterra - San Marino y Chipre - San Marino, varias finales del Condado y Copa de la Liga.
El West Ham United en el pasado ha utilizado el estadio para alojar partidos de la reserva por la Premier League.

## Imágenes

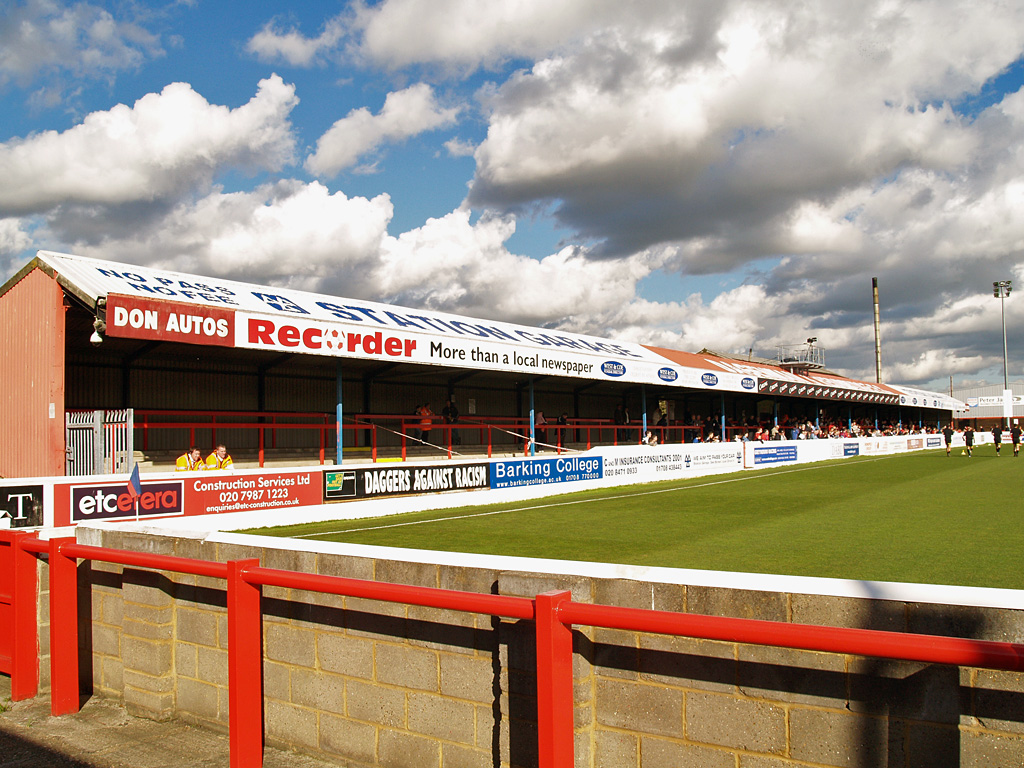
Tribuna Norte
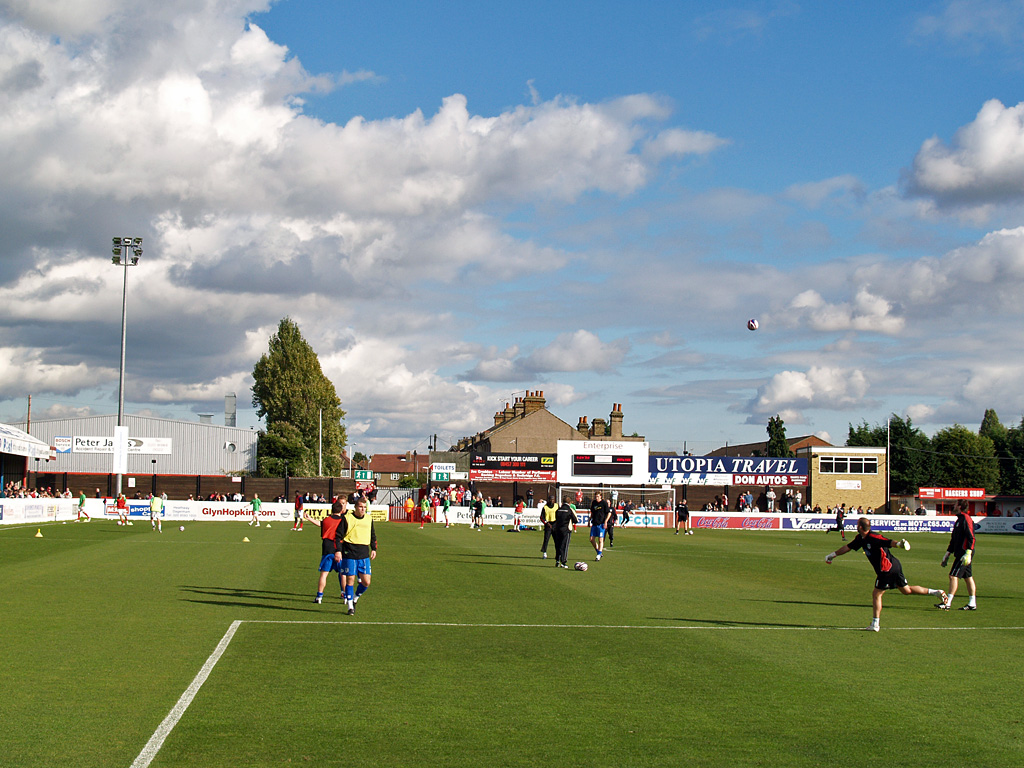
Fin del Bury Road
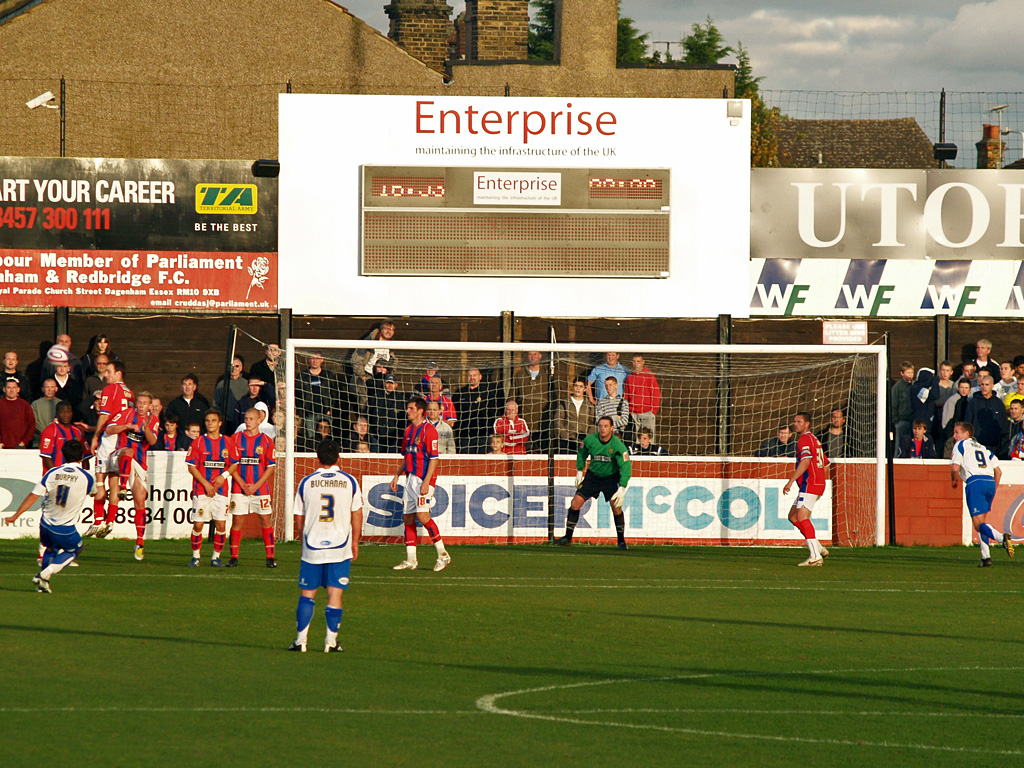
Un gol y el marcador en el estadio

- Datos: Q1121922
- Multimedia: Victoria Road (stadium) / Q1121922